# Marquefave
Marquefave ist eine französische Gemeinde mit 976 Einwohnern (Stand: 1. Januar 2022) im Département Haute-Garonne in der Region Okzitanien (vor 2016 Midi-Pyrénées). Sie gehört zum Arrondissement Muret und zum Kanton Auterive. Die Einwohner werden Marquefavais genannt.

## Geographie
Marquefave liegt etwa 14 Kilometer südsüdwestlich von Muret an der Garonne. Umgeben wird Marquefave von den Nachbargemeinden Capens im Norden, Montaut im Nordosten, Montgazin im Osten, Lacaugne im Süden sowie Carbonne im Süden und Westen.

## Bevölkerungsentwicklung
| Jahr                       | 1962 | 1968 | 1975 | 1982 | 1990 | 1999 | 2006 | 2013 | 2020 |
| Einwohner                  | 539  | 570  | 535  | 632  | 772  | 850  | 977  | 1008 | 951  |
| Quellen: Cassini und INSEE |      |      |      |      |      |      |      |      |      |

## Sehenswürdigkeiten

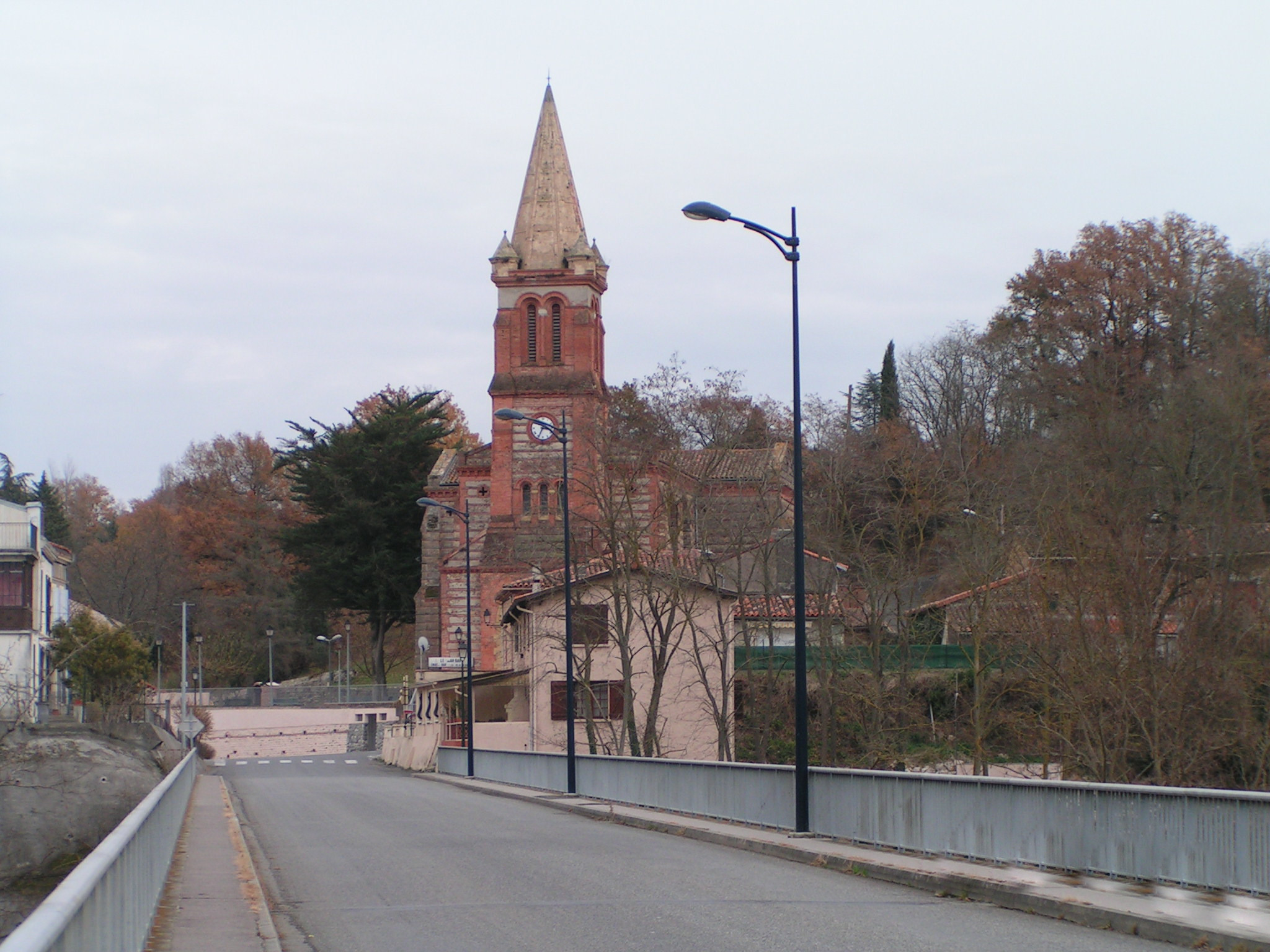
Kirche Notre-Dame-de-l'Assomption

- Kirche Notre-Dame-de-l'Assomption
- romanische Kirchruine
- Burg Auribail
- Schloss Laprade